# DoYaThing
«DoYaThing» es una canción de la banda virtual británica Gorillaz, con el cantante de LCD Soundsystem; James Murphy, y André 3000; de Outkast. El lanzamiento de la canción, se produjo el 23 de febrero de 2012, –fue lanzada en dos versiones diferentes: la versión de radio de 4 minutos con 26 segundos, y la versión explícita de 13 minutos con 4 segundos. La versión de radio fue lanzado como descarga gratuita en el sitio web de Converse. Y la explícita fue lanzado para una transmisión en el sitio web de Gorillaz. La canción fue comisionado por Converse como parte de su campaña "Three Artists. One Song", donde tres artistas colaboran en una misma pista. La canción es también el punto de partida para una colección de los zapatos–Chuck Taylor All-Stars de edición limitada diseñada por el artista de Gorillaz, Jamie Hewlett, – el diseño de los zapatos presentan ilustraciones de otros proyectos relacionados con la canción.

## Trasfondo y grabación

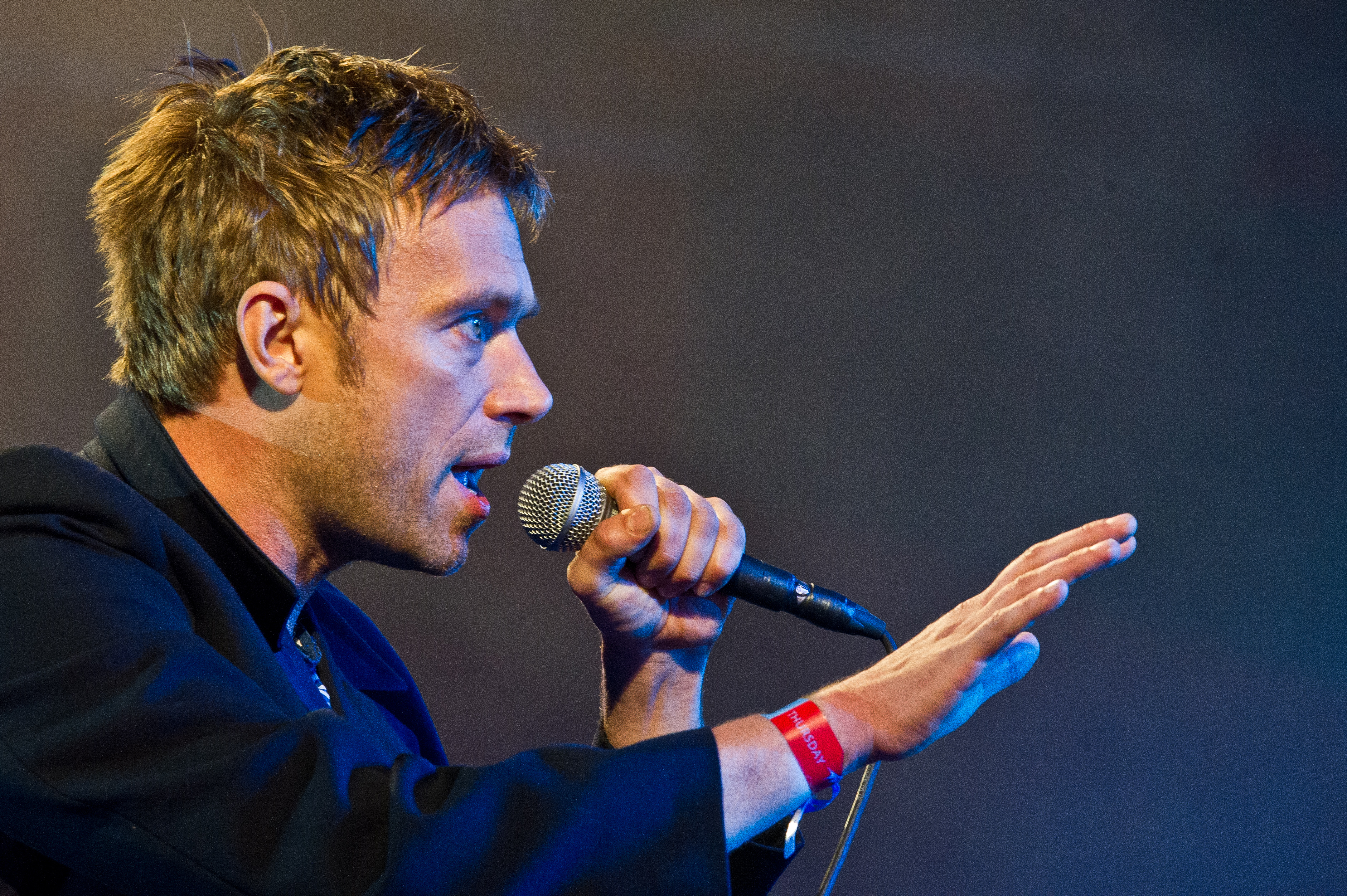
Damon Albarn

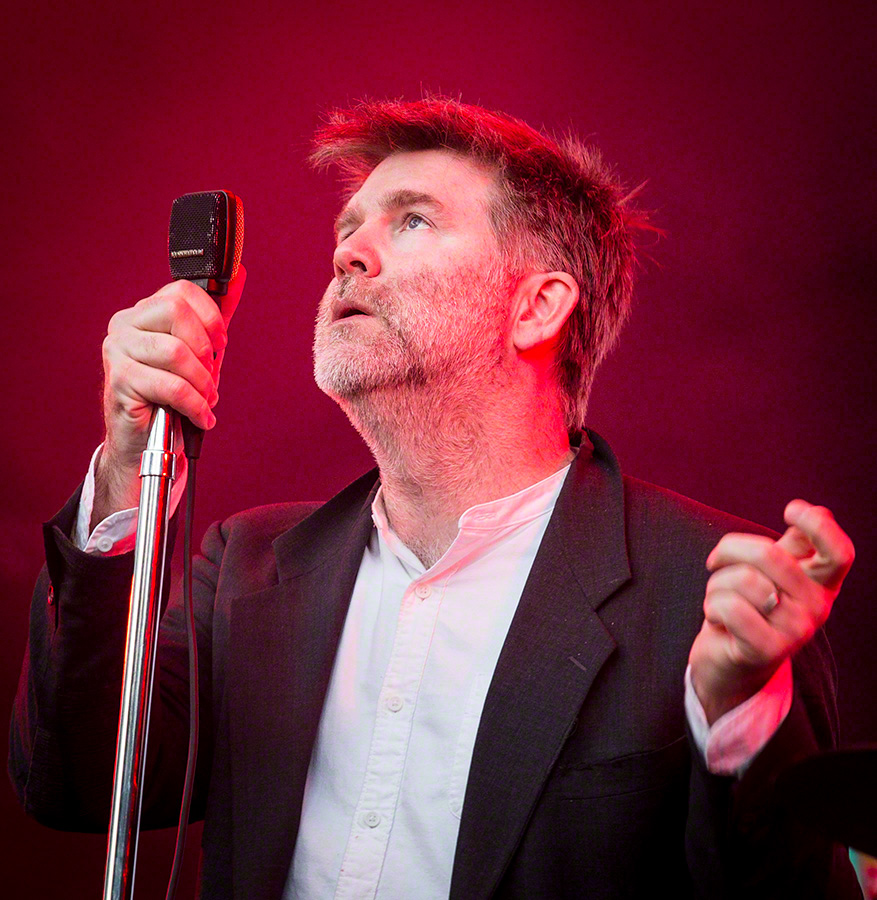
James Murphy

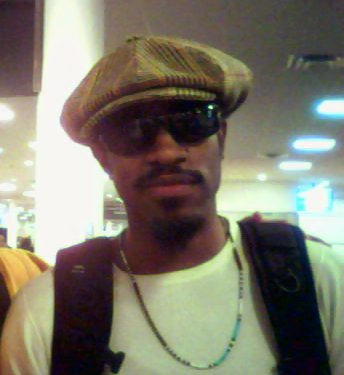
André 3000

La idea de «DoYaThing» comenzó cuando Converse les pidió a los creadores de Gorillaz; Damon Albarn y Jamie Hewlett, que diseñaran una exclusiva–colección de zapatos con ilustraciones influenciadas por su banda. Una vez finalizado el diseño, Converse y Cornerstone, (la empresa que promueve productos de la campaña "Three Artists. One Song"), le dijo a Albarn a ampliar su asociación por vía de colaboración. Albarn aceptó e invitó al líder de LCD Soundsystem, James Murphy, y al miembro de Outkast, André 3000, quienes también aceptaron.
En lugar de grabar la canción enviándola por correo electrónico, como temía inicialmente Murphy, los tres se reunieron en el estudio de Albarn en Londres para grabar la canción. A pesar de que los tres solo se conocían a través de su música, Albarn describió la experiencia de conocerlos como "muy naturales" y dijo: «nos sentimos cómodos el uno con el otro de inmediato». La canción fue escrita y grabada durante tres días, con la versión de 13 minutos grabada en el último día.
Hablando más acerca de la colaboración, Albarn dijo: «solo conocía a estos muchachos a través de su trabajo antes de reunirnos. La versión de 12 minutos representa lo que hicimos durante tres días—, es una progresión bastante insensata. Esa versión evolucionó con solo un ritmo de tambor y una guitarra, y luego André simplemente comenzó a hacer algo, y no tenía sentido que alguna vez iba a detenerse, fue un viaje muy emocionante. Esta en vivo, yo estoy tocando la guitarra, la caja de ritmos va, James está tocando el bajo y André simplemente se deja llevar. Lo que dice se vuelve cada vez más ridículo. Terminó por su propia voluntad, realmente no tuvimos nada que ver con eso.

## Composición
La canción presenta a Albarn tocando guitarra, Murphy tocando bajo, y André con una caja de ritmos en el fondo. Las letras de las canciones son abstractas, ya que Albarn dijo que era difícil escribirlas basándose en un zapato. Albarn comienza la canción improvisando, rapeando en su "voz de 2-D". Murphy luego canta el coro en falsete.  Dos minutos después de la canción, André comienza a rapear alrededor de la línea: "Do you damn thang" (traducido siendo: «Soy la mierda», y seguido del alarde: «La Luna y el Sol están celosos de mí». Además los tres compararon la respuesta al decir: «Oh, es genial porque soy la mierda». Albarn y Murphy pensaron que esta versión era una buena representación de su trabajo en la canción, Albarn declaró: «es una buena narrativa».
La canción fue originalmente solo un ritmo de batería y una guitarra. Debido a esto, la versión explícita de la canción fue vista como una progresión de la canción por Albarn. Fue grabado en el último día de la grabación del trío. Esta versión de DoYaThing continúa desde la versión de radio, con la improvisación de André y la construcción de la canción a un clímax ruidoso y de estilo krautrock, que le recuerda al cover de "Yeah", de su banda LCD Soundsystem, cuyo cover por la banda, Crass. La letra se basó en un encuentro que Albarn tuvo con un ciclista de Brian Eno (con quien Albarn colaboraría más tarde en su álbum solista debutante Everyday Robots, en las canciones "You and Me", y "Heavy Seas of Love".

## Video musical
El video de «DoYaThing» fue dirigido por Jamie Hewlett y se lanzó el 29 de febrero de 2012. El video utiliza una combinación de personajes de 2 dimensiones y CGI combinados con secuencias de acción en vivo. La casa utilizada para el rodaje es 212 Hammersmithgrove, en Hammersmith, oeste de Londres.
Comienza con una escena de un cocodrilo comiéndose a un antílope, mientras otros dos atílopes escapan del cocodrilo. En eso se corta la escena, y podemos ver a 2-D, despertandose a las 7:15, va al baño, regresa a su cama, y se cambia. Luego se dirige a las escaleras, toca el cuarto de Noodle, (ella durmiendo sonrie), luego 2-D cierra la puerta. Abre la puerta de la par donde podemos ver a la representracion de André 3000, –y dos personas con cubos, con la intención de "colectar sudor". 2-D cierra la puerta sorprendido, y abre la puerta de la habitación de Murdoc Niccals, donde estaba todo oscuro, y de la nada sale Murdoc asustandolo, dirigiéndose Murdoc a una silla automaticá para bajar las escaleras, mientras 2-D lo ve y va a la sala donde esta Boogieman viendo el periódico, mientras que en la televisión aparece el video de «Dare», luego 2-D baja las escaleras normal; Murdoc lo asusta de nuevo. Mientras 2-D dirigiéndose a la cocina, revisa una gabeta, donde aparece André, –2-D cierra la gabeta. Luego se prepara una "oreja con un pan tostado". La escena cambia a la situación de Murdoc intentando bajar las escaleras la silla. Aparece de nuevo la escena de 2-D, ya listo su pan, revisa la navera, donde aparece de nuevo André ofreciéndole a 2-D una gaseosa y/o un cartón de leche. Se cambia la escena otra vez de Murdoc, mientras que 2-D escucha el radio, y lee la sección de chistes en un periódico, donde rompen la cuarta pared, por un chiste de la banda; donde el chiste es que 2-D lee un periódico, mientras que Murdoc lo abraza. Aparece Murdoc en la misma escena pero en vez de abrazarle, –le pega con un zapato, y tira ese zapato. Murdoc lo vigila atrosmente por unos segundos, luego se va a una habitación. 2-D apaga el radio y sale de la casa, mientras que Murdoc en alguna habitación dice: «¿Recuerdan esta?». Y se escucha la canción de la banda, «5/4» de fondo. 2-D en la calle se pone un chaleco, y se encuentra con la representación de James Murphy como cartero, y le da una a 2-D, mientras él sonrie por la carta. Se ve a Russel Hobbs en su tamaño gigante, y el molino de la fase 2.

## Lista de canciones
CD Promo
1. «DoYaThing» (radio edit) – 4:26
2. «DoYaThing» (full-length version) – 13:04

Vinilo de Record Store Day
1. «DoYaThing» (full-length version) – 13:04

## Personal
- James Murphy: voces, bajo, sintetizador, teclados, percusión, producción
- Damon Albarn: voces, sintetizador, teclados, guitarra, programación, producción
- André 3000: voces, teclados, sintetizador, producción